# Canhão Rodman

Ilustração comparando dois canhões Rodman,
um de 10 polegadas de 1861 (esquerda)
e um de 8 polegadas de 1844 (direita).

O Canhão Rodman, ou "arma Rodman" ("Rodman gun"), faz parte de uma série de columbíades da época da Guerra Civil Americana projetada pelo artilheiro da União Thomas Jackson Rodman (1815-1871). Esses canhões pesados deveriam ser montados em fortificações costeiras. 
As armas Rodman foram construídos com canos de 8, 10, 13, 15 e 20 polegadas de diâmetro. Exceto pelo tamanho, as armas eram quase idênticas em design, com uma forma de garrafa curva, grandes "cascavéis" planas com catracas ou soquetes para o mecanismo de elevação. 
As armas Rodman eram verdadeiras armas que não tinham uma câmara de pólvora semelhante a um obus, como muitas columbíades anteriores. As armas Rodman diferiam de toda a artilharia anterior porque eram feitas por fundição vazada, uma nova tecnologia desenvolvida por Rodman que resultou em armas de ferro fundido muito mais fortes do que suas antecessoras.